# Tachypleus
Tachypleus é um género da família Limulidae.
Este género contém as seguintes espécies:
- Tachypleus gigas
- Tachypleus tridentatus